# Casavieja
Casavieja ist ein zentralspanischer Ort und eine Gemeinde (Municipio) mit 1.394 Einwohnern (Stand: 2024) in der Provinz Ávila in der Autonomen Region Kastilien-León. 

## Lage und Klima
Casavieja liegt auf der Südseite der Sierra de Gredos am südwestlichen Rand der Provinz Ávila in einer Höhe von ca. 715 m. Die Entfernung nach Ávila beträgt knapp 50 km (Fahrtstrecke) in nördlicher Richtung. Am südlichen Rand der Gemeinde befindet sich das Tal des Río Tiétar. Das Klima ist gemäßigt bis warm; der Regen (ca. 551 mm/Jahr) fällt mit Ausnahme der trockenen Sommermonate übers Jahr verteilt.

## Bevölkerungsentwicklung
| Jahr      | 1970 | 1981 | 1991 | 2001 | 2011 | 2021 |
| Einwohner | 1982 | 1871 | 1647 | 1581 | 1574 | 1422 |

## Sehenswürdigkeiten

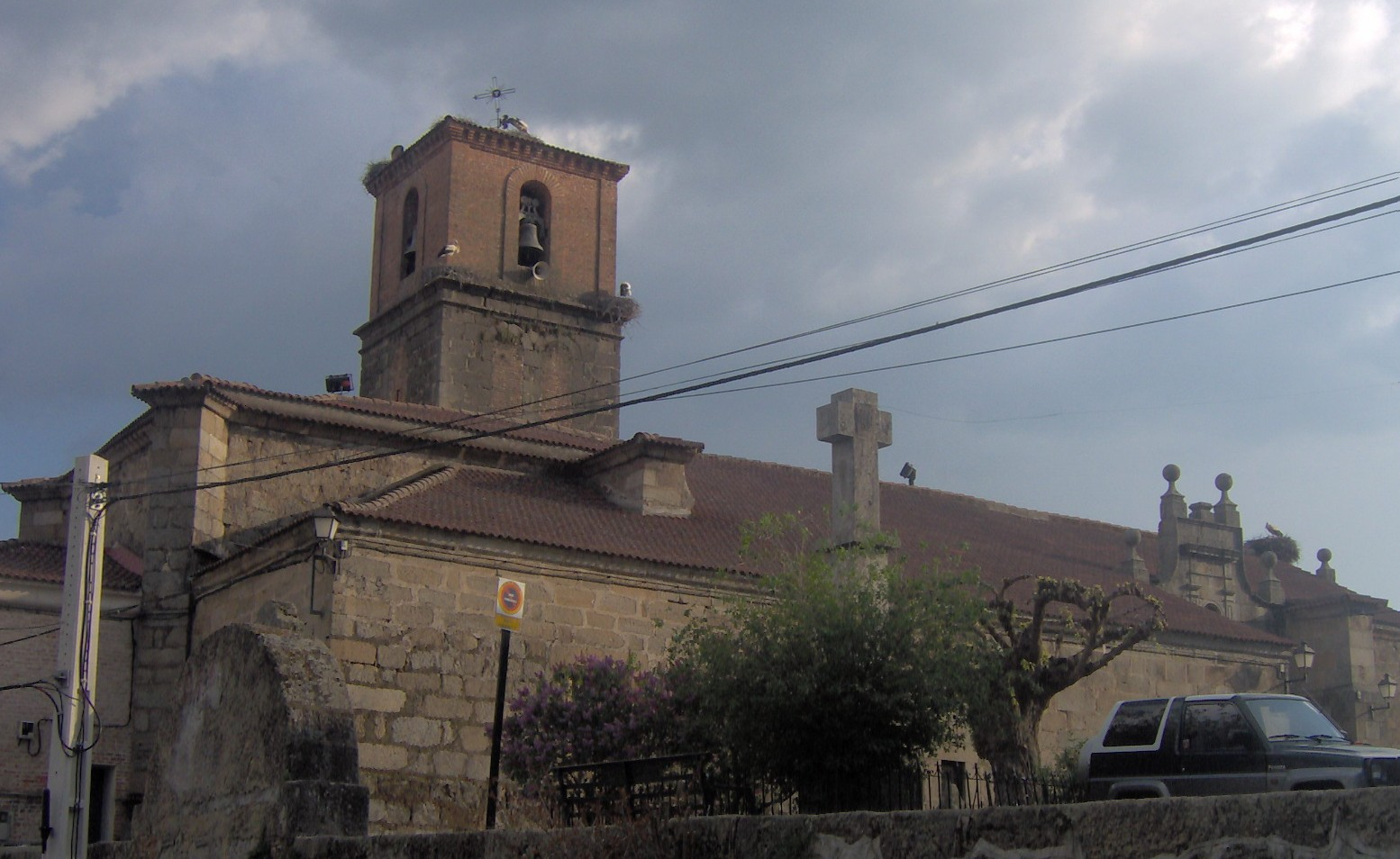
Johannes-der-Täufer-Kirche
- Rathaus
- Uhrenturm

- Johannes-der-Täufer-Kirche